# Biosonar
Biosonar, også kaldet Ekkolokalisering er en måde at orientere sig på, hvor dyr udsender lyde og bruger tilbagekastede ekkoer til at orientere sig i omgivelserne. Det findes i den bedst udviklede form hos småflagermus (Microchiroptera) og tandhvaler (Odontoceti), men simplere former findes også bl.a. hos en slægt af storflagermus (Rousettus), kinesiske hulesvaler (Aerodramus sp.) og fedtfuglen (Steatornis caripensis). Ordet blev opfundet af Donald Griffin, der var den første der demonstrerede dets eksistens i flagermus. 
Dyr der bruger ekkolokalisering udsender lyde i deres miljø. De lytter til ekkoet der kommer tilbage fra forskellige objekter i deres miljø. De bruger disse ekkoer til at finde, afstandsbedømme og identificere objekter. Ekkolokalisering bruges til navigation og jagt i forskellige miljøer.

## Grundprincippet
Ekkolokalisering fungerer som aktiv sonar ved brug af lyde fra et dyr. Afstandsbedømmelse foretages ved at måle tidsforskellen mellem dyrets udsendelse af lyden og ekkoer, der kommer tilbage fra miljøet. Hvor sonar afhænger af en meget tynd stråle til at lokalisere et mål, bruger dyrs ekkolokalisering flere modtagere. Ekkolokaliserende dyr har to ører, der er placeret lidt forskelligt. Ekkoerne, der når ørerne, ankommer på forskellige tidspunkter og med forskellige lydstyrker, afhængigt af positionen på det objekt, der genererede ekkoet. Tiden og lydstyrke forskellene bruges af dyret til at opfatte retningen. Med ekkolokalisering kan dyret ikke bare se hvor objektet er, men også hvor stort det er, dets masse, osv.

## Ekkolokaliserende flagermus
Flagermus er en af de bedst kendte eksempler på brug af ekkolokalisering blandt dyr. Alle småflagermus bruger ekkolokation. Lazzaro Spallanzani udførte en række eksperimenter i 1794 og konkluderede at de navigerede via deres hørelse. Det videnskabelige miljø afviste hans opdagelser på det tidspunkt. At flagermusene bruger ultralyd i deres ekkolokalisering blev først beskrevet af zoologen Donald Griffin i 1938.
Småflagermus bruger ekkolokalisering til at navigere og jage, ofte i totalt mørke. De kommer som regel frem fra deres hvilesteder i huler og på lofter ved tusmørke og jager efter insekter i løbet af natten. Deres brug af ekkolokalisering gør det muligt for dem at besidde en niche i deres økosystem, hvor der er mange insekter og lille konkurrence om maden – og hvor der samtidigt er få rovdyr der kan jage efter flagermusene.
Småflagermus genererer ultralyd via deres stemmebånd, og udsender lyden gennem deres åbne mund, eller sjældnere, deres næse (udtalt hos især hesteskonæserne (Rhinolophidae). Lydfrekvensen går fra 14.000 til 100.000 Hz. De udsendte lyde former en relativt bred stråle af lyd der bruges til at udforske miljøet.
Når de jager efter bytte producerer de lyde en 10-20 gange i sekundet. I søgefasen er lydudsendelsen koblet sammen med åndedrættet, der igen er koblet sammen med vingeslagene. Det tænkes at denne kobling sparer energi. Efter et bytte er detekteret, forøger småflagermusene raten de udsender lydene med, og kan afslutte med 200 lyde/sek. Når flagermusen nærmer sig byttet falder mellemrummet mellem lydene, og energien i de udsendte lyde.

## Tandhvaler
Tandhvaler, herunder delfiner, marsvin, floddelfiner, spækhuggere og kaskelothvalen bruger biosonar, da de lever i et undervandsmiljø der har favorable akustiske karakteristika, og hvor synsevnen kan være begrænset. 
Tandhvaler udsender en fokuseret stråle af højfrekvente klik i retningen deres hoved peger. Den fokuserede lystråle kan spredes eller samles af et organ kaldet melonen. Den fungerer som en akustisk linse. De fleste tandhvaler bruger klik i en serie, et kliktog, til at ekkolokalisere. Forskellige hastigheder på klikkene giver nogle af de velkendte lyde fra Øresvinet. Øresvin kan opfatte op til 600 klik/sek.
Da hvaler ikke har eksterne ører, bliver ekkoerne opfanget af underkæben, hvor de sendes til det indre øre via en stribe fedt. Forskere tror at dyrene beskytter sig mod høreskader ved at sænke volumen på deres lyde når de nærmer sig målet.
Det har været spekuleret at delfiner kan bruge en meget kraftig form for sonarsignaler, til at lamme eller desorientere deres byttedyr med.